# Vulcain (ракетный двигатель)
Вулкан (фр. Vulcain) — семейство криогенных ракетных двигателей первой ступени РН «Ариан 5» Европейского космического агентства.

## История
Развитие ЖРД «Vulcain» было начато в рамках европейского сотрудничества по созданию РН «Ариан 5» в 1988 году. Первое использование в составе ракеты-носителя произошло в 1996 году в ходе неудачного полета РН «Ариан 5», в котором двигатель отработал без замечаний и не являлся причиной аварии, первое использование в успешном полете произошло в 1997 году. В 2002 году появилась модификация ЖРД «Vulcain 2» с увеличенной на 20 % тягой, первый полет которого был неудачным по причине проблем с ЖРД. Причиной аварии, по заключению следственной комиссии, были нагрузки в полете, превысившие ожидаемые значения. Результатом стало изменение конструкции сопла, усиление структуры и улучшение ситуации с температурным режимом, увеличение охлаждающего потока водорода и применение теплового изолятора на обращенной к пламени стороне охлаждающих трубок с целью сокращения тепловой нагрузки. Первый успешный полет частично переконструированного ЖРД «Vulcain 2» произошел в 2005 году в ходе старта 521.

## Описание
ЖРД «Vulcain» является криогенным двигателем открытого цикла на компонентах водород и кислород, камера сгорания использует концепцию «внутристенных каналов» (англ. tube wall), в которой поступление топлива и окислителя осуществляется по множеству трубок, изогнутых по форме камеры сгорания. Для охлаждения нижней части сопла используются генераторный газ. ЖРД «Vulcain» предназначены для использования на первой ступени РН «Ариан 5» EPC (фр. Étage Principal Cryotechnique, Основная криогенная ступень) и обеспечивают 8 % от общей тяги при старте. Оставшаяся часть тяги обеспечивается твердотопливными ускорителями. Продолжительность работы ЖРД составляет 600 секунд в обеих конфигурациях, высота составляет три метра, диаметр - 1,76 метра и вес составляет 1 686 кг. Тяга ЖРД «Vulcain 2» составляет 137 тс.. Кислородный насос вращается со скоростью 13 600 об/мин (3 МВт), водородный - 34 000 об/мин (12 МВт). Во время работы двигателя через него проходит в общем 235 кг/с, из которых 41,2 кг/с приходится на водород. Переобогащение топливной смеси водородом производится для улучшения удельного импульса ЖРД «Vulcain».
Основной поставщик комплектующих - Snecma Moteurs (Франция), которая также поставляет турбонасос для жидкого водорода. Насос для жидкого кислорода поставляется Avio (Италия), газовые турбины для снабжения энергией насосов и сопла разработаны Volvo (Швеция).

## Будущее развитие

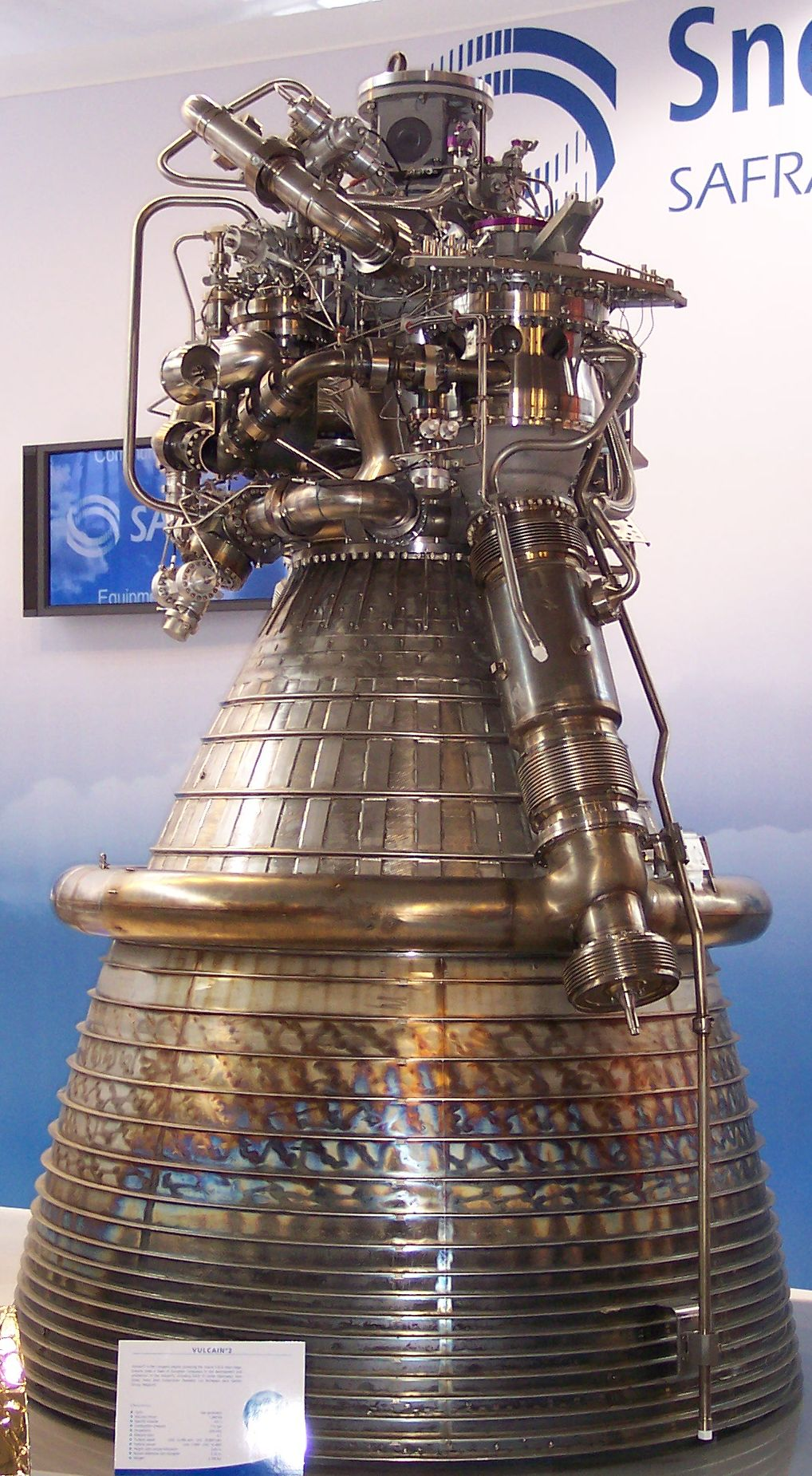
Перспективный ЖРД «Вулкан-2» в музее

Несмотря на то, что различные предложения по модернизации двигателя имели место, достаточно продолжительное время не существовало программы развития последней версии двигателя. Появление программы модернизации ЖРД скорее всего связано с завершением пакета поставки 30 РН «Ариан 5 ECA» в мае 2004 года. 17 июня 2006 года Volvo Aero анонсировала на весну 2008 года проведение испытаний варианта двигателя с соплом, которое выполнено по «слоеной» (англ. sandwich) технологии. Перспективный двигатель «Vulcain 2» будет снабжен сопловой насадкой для увеличения его эффективности в верхних слоях атмосферы.